# Эдельсгейм-Дьюлаи, Леопольд фон
Барон Леопольд Вильгельм Фрайгерр фон Эдельсгейм-Дьюлаи (нем. Leopold von Edelsheim-Gyulai; 10 мая 1826, Карлсруэ, Великое герцогство Баден — 27 марта 1893, Будапешт, Австро-Венгрия) — австро-венгерский военачальник, генерал от кавалерии (1874).

## Биография
Родился в семье барона Вильгельма фон Эдельсгейма (1774—1840), действительного тайного советника Великого герцогства Баденского, верховного камергера и церемонимейстера.
В возрасте шестнадцати лет вступил в австрийскую армию и за девять лет прошёл путь от кадета до полковника. Имел репутацию лучшего кавалерийского офицера австрийской императорской армии.
В 1848 и 1849 годах воевал в Италии и Венгрии, в 1859 году в Италии против французов, в 1866 году в Богемии против Пруссии. В 1859 г. в ходе Австро-итало-французской войны отличился в битве при Сольферино против объединённых войск Франции и Сардинского королевства, в Битве при Мадженте. 17 октября 1859 года в звании полковника и командира 10-го гусарского полка стал кавалером Военного ордена Марии Терезии.
В сентябре 1866 года был произведен в генерал-лейтенанты, через два месяца получил повышение и командование над 1-й кавалерийской дивизией.
В Битве при Гичине в 1866 г. против войск Пруссии его 1-я лёгкая кавалерийская дивизия разбила эшелоны прусской пехоты и нанесла ей большие потери.
Позже — генерал-инспектор кавалерии (с 28 января 1869), с апреля 1873 г. — тайный советник. Много поработал над реорганизацией кавалерийских частей.
Вследствие усыновления своим двоюродным братом, фельдцейхмейстером графом Ф. Дьюлаи, в 1868 г. принял фамилию Эдельсгейм-Дьюлаи, стал наследником графского титула и огромного наследства.
В 1875—1886 годах был военным губернатором Будапешта; потерял это место вследствие выраженного им порицания поступку ген. Янского, который украсил венками могилы австрийских солдат и офицеров, павших в 1849 г. при защите Будапешта от революционных венгров.